# Dexia rhodesia
Dexia rhodesia là một loài ruồi trong họ Tachinidae.